# Zjevení Panny Marie v Suchém Dole
Ke zjevení Panny Marie v Suchém Dole mělo docházet v letech 1892 – 1895 Kristině Ringlové (6. června 1878 Suchý Důl –  27. října 1957 Hořice) na Náchodsku, nedaleko obce Suchý Důl (poblíž Police nad Metují), na místě zvaném Ticháčkův les (též Šolcův les). První, ze série 23 zjevení, zde měla prožít tehdy čtrnáctiletá dívka dne 10. srpna 1892. Po příchodu dalších nadpřirozených vizí se Ticháčkův les stal vyhledávaným cílem poutníků a věřících z Čech, Kladska i Slezska. Tehdejší královéhradecký biskup Eduard Brynych byl však k těmto událostem velmi skeptický, a proto vše nechal zevrubně prošetřit. Na základě dosažených výsledků prohlásil, že údajná zjevení jsou smyšlená. I dnes si od nich drží katolická církev jistý odstup. Určitě také proto, že celý tento příběh uzavírá vražda Anežky Špačkové, kterou měla údajně spáchat Kristína Ringlová v roce 1902, ale ke které se nikdy nepřiznala. Přesto si odseděla 15 let ve vězení.

## Průběh zjevení

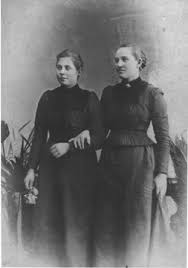
Vizionářka Kristina Ringlová (vlevo) a Anežka Špačková někdy na přelomu 19. a 20. století

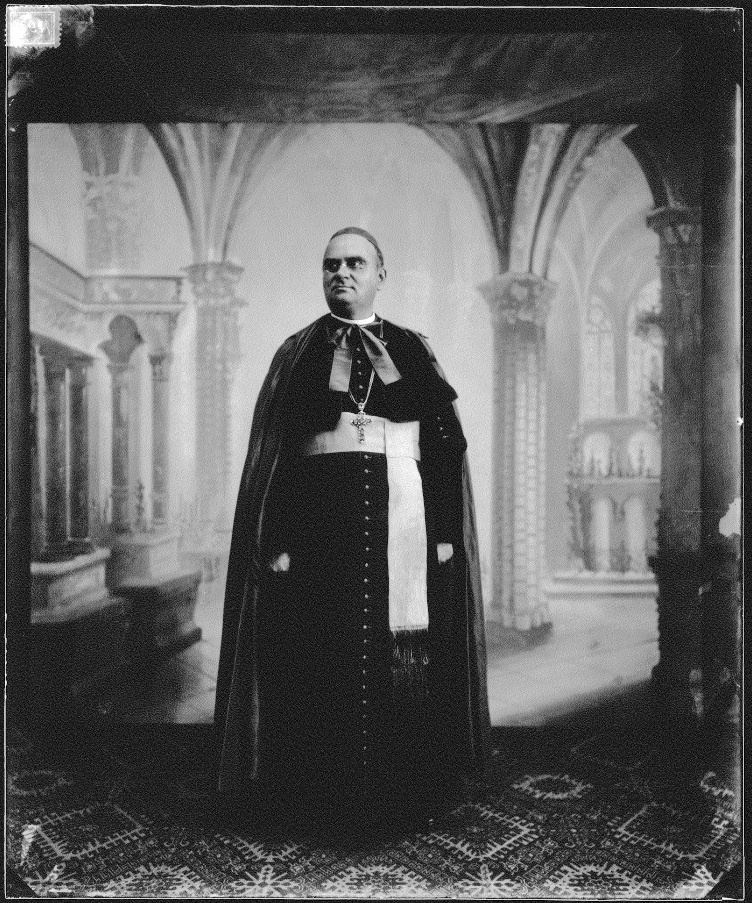
Biskup Eduard Brynych, foto po roce 1892

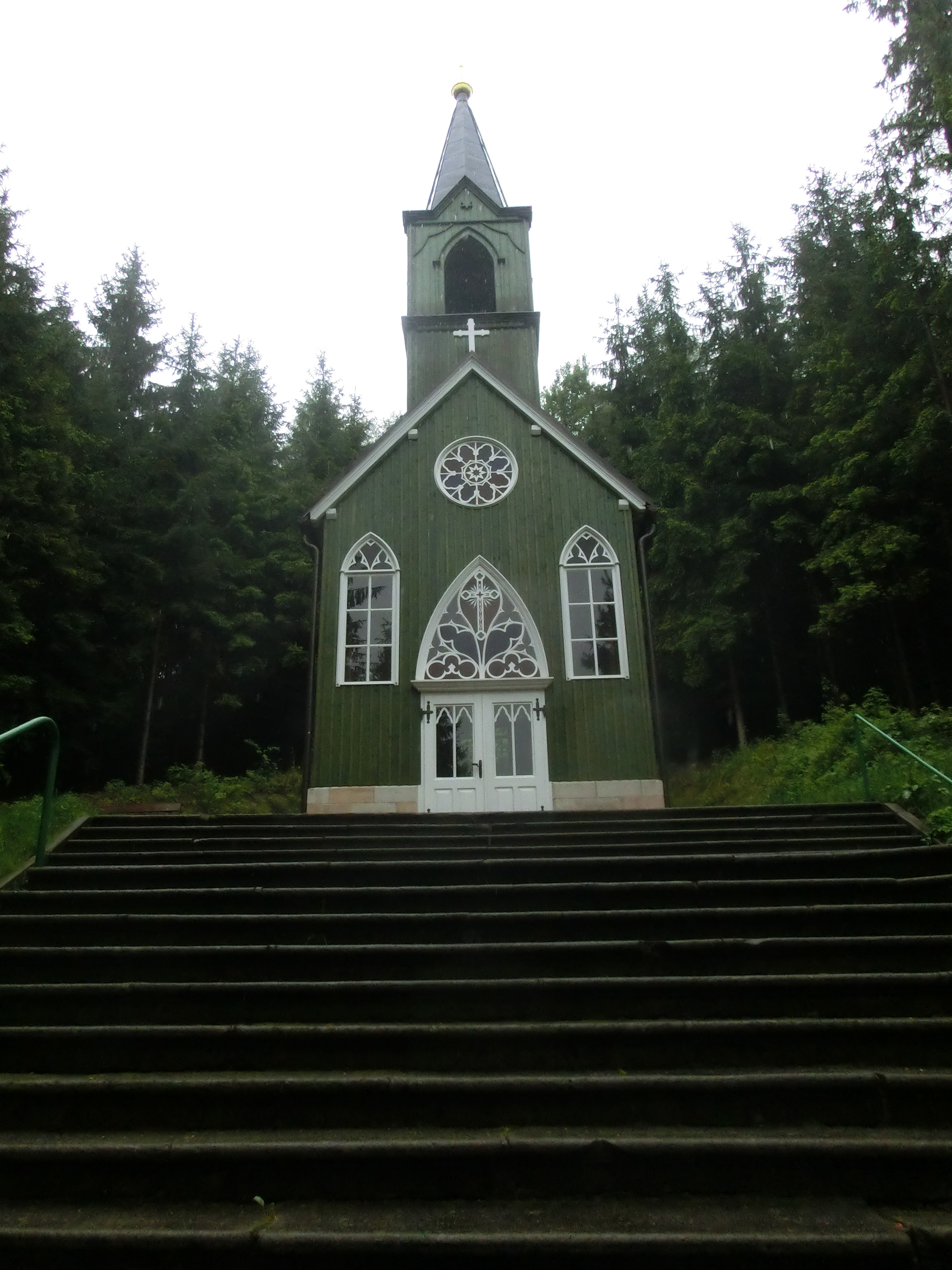
Dřevěná kaple v Ticháčkově lese z roku 1897

Panna Marie se poprvé Kristině Ringlové měla zjevit ve svátek sv. Vavřince dne 10. srpna 1892 odpoledne. Toho dne spatřila v Ticháčkově lese u Suchého Dolu temnou a vysokou postavu ženy, která byla v černém rouchu sahajícím až k zemi. Měla hnědé (rozpuštěné) vlasy a bledý obličej s modrýma očima, které upřeně hleděly na dívku. Tajemná žena ji třikráte oslovila „Pozdrav Pán Bůh“, a přitom (jako již od začátku zjevení) budila dojmem, že se nadnáší nad zemí. Po tomto pozdravení se dívka lekla a utekla domů.
Následovaly prý další a další zjevení. Dokonce i zázračné uzdravení lidí, kteří použili hlíny z tohoto místa na léčení svých nemocí. Díky těmto událostem se zprávy o Suchodole rychle rozšířily i do vzdálených koutů Rakouska-Uherska. V lednu 1893 se s Kristinou Ringlovou vydalo do Ticháčkova lesa, kde zjevování probíhalo, celé procesí (včetně některých církevních hodnostářů). Nikdo z účastníků ale nic neviděl ani neslyšel. Jen světlo procházelo mezi nebem a zemí a nebylo možno určit, zda z protržených oblak, či jámy, kterou zde vykopali poutníci, odebírající údajně léčivou zem. Dívka se pouze upřeně dívala na místo zjevení a přitom se modlila. Všechny informace, které dostávala od záhadné paní, prý nemohla nikomu prozradit. 

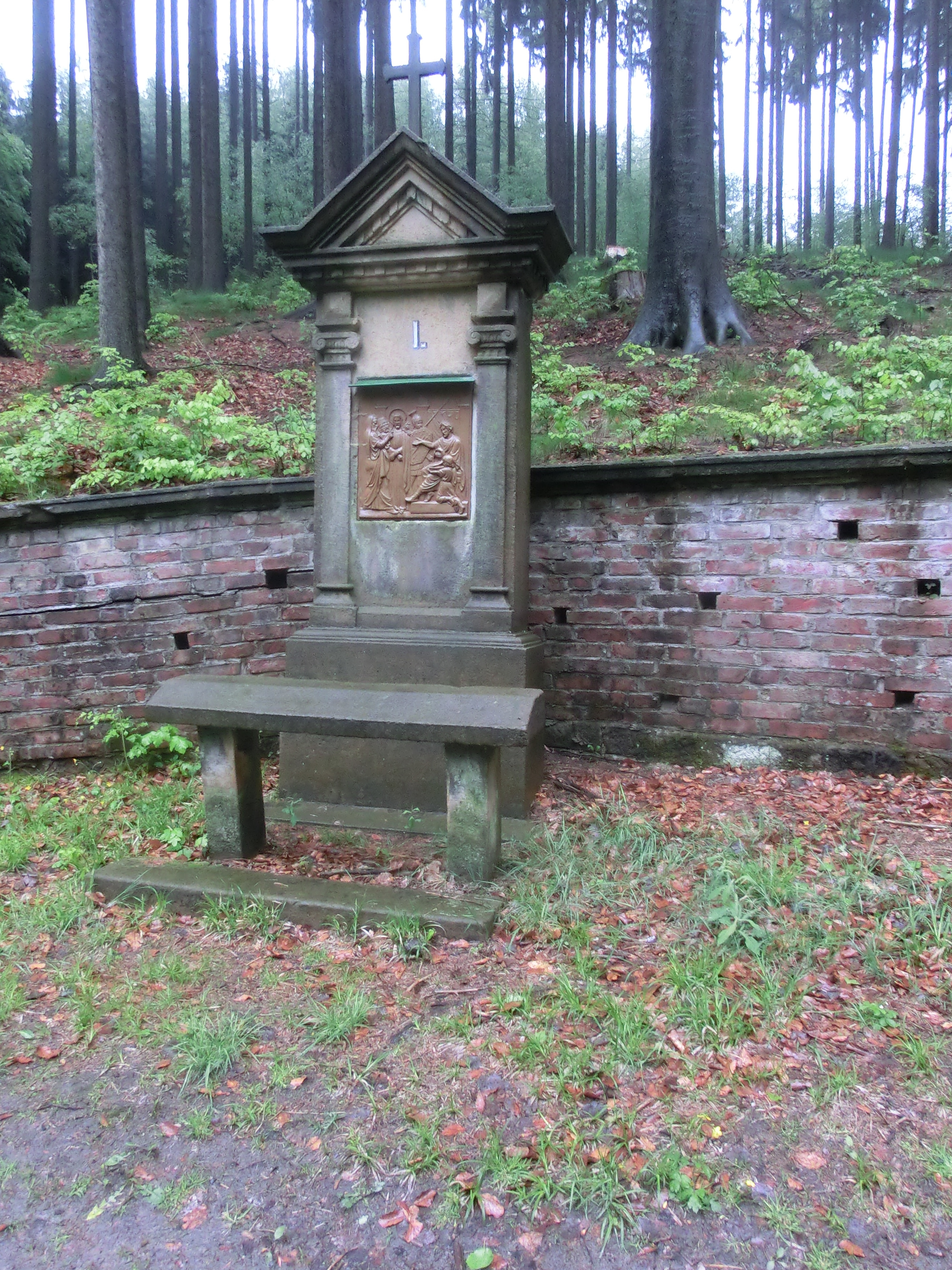
První zastavení křížové cesty v Ticháčkově lese

Annu Klimšovou ze Suchodola jako první napadlo použít lesní hlínu z onoho místa jako léčivého prostředku pro svou nemocnou dcerku - ta se po čase skutečně uzdravila. Stovky a tisíce lidí počalo přicházet k záhadnému místu. Po lednu 1893 příliv poutníků natolik vzrostl, že se dokonce musely posilovat vlakové spoje mířící do Police nad Metují nejen ze severu, ale i Hronova, Náchoda a už i z Václavic. Někdy jich totiž přijelo až 15 000 denně. Obchodníci této situace využívali v plné míře, poněvadž jejich stánky lemovaly cestu od Police nad Metují až k Suchému Dolu.

## Postoj církve k suchodolským událostem

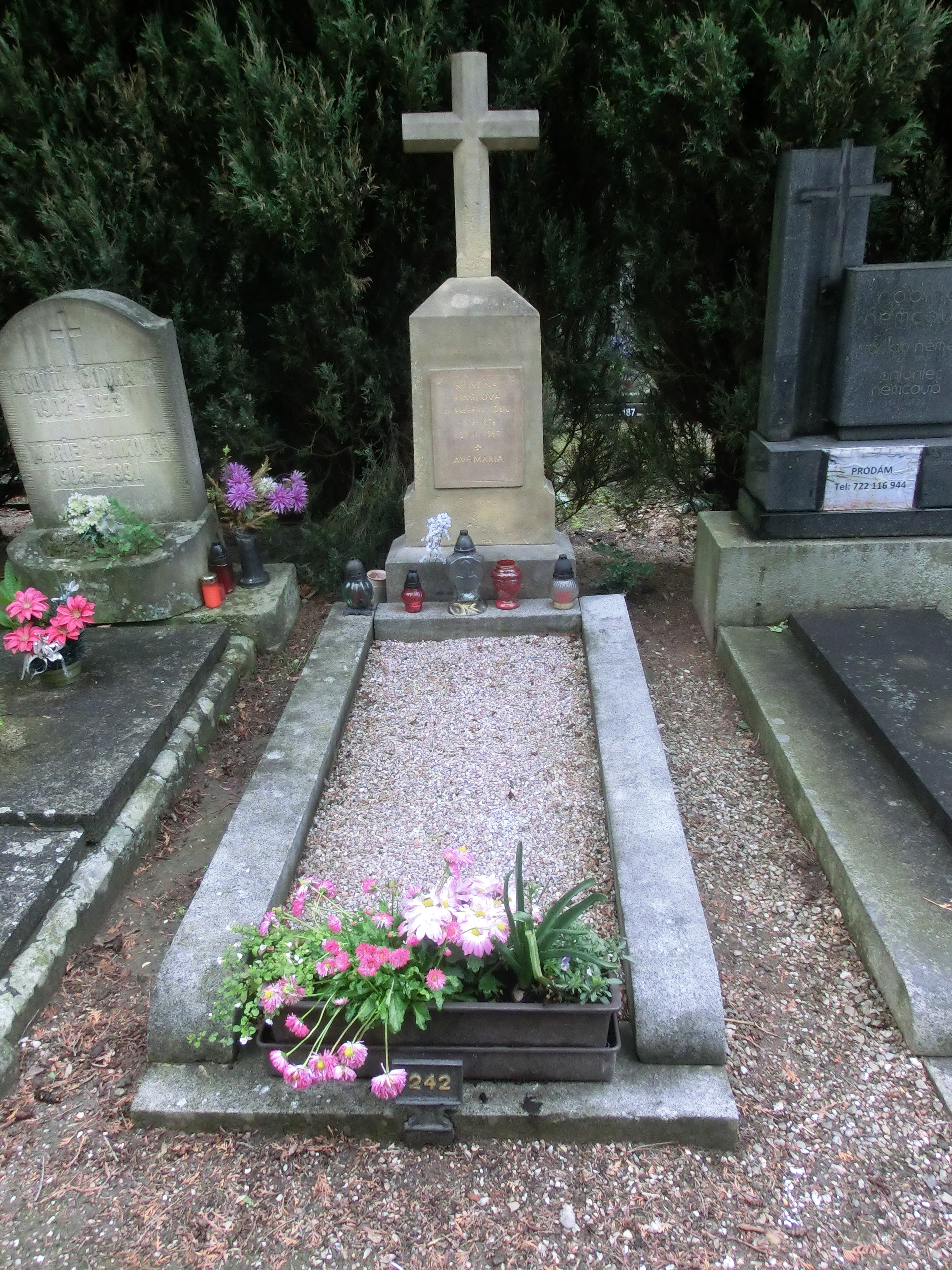
Hrob Kristíny Ringlové

V první polovině roku 1893 byla postavena v Suchodole socha Panny Marie a křížová cesta. Tehdy nově ustanovený královéhradecký biskup Eduard Brynych je odmítl posvětit a naopak 15. října 1893 vydal pastýřský list, kde upozornil věřící, že na místo nemají vykonávat poutě, dokud nebudou tyto události církevně prověřeny. Posléze bylo z místodržitelství zakázáno chodit do míst údajného zjevování (Ticháčkův les poté začali hlídat četníci), taktéž bylo zakázáno biskupem Brynychem vystavět plánovanou kapli a pořádat sbírky. V této době začaly příslušné orgány Kristinu Ringlovou vyslýchat, zda není slabomyslná. Poté biskup Brynych vydal 10. července 1894 další pastýřský list, ve kterém oficiálně oznámil, že po provedených vyšetřeních dospěl k názoru, že mariánské události v Suchém Dole se nezakládají na pravdě a jsou založeny na ziskuchtivosti některých zainteresovaných lidí. Proto znova a důrazně zakázal chodit poutníkům do těchto míst za účelem uctívání Panny Marie Suchodolské a nařídil doposud vybrané peníze (na stavbu kaple) použít na jiné dobré úmysly. Putování následně ochablo, ale nevymizelo.

### Úvodní část pastýřského listu z 15. října 1893
| „                | Nejmilejší! Již od delšího času vypravuje se, že se zjevila Rodička Boží v Suchodole u Police dívce Ringlově. A proto putují celé zástupy lidí na ono místo v Suchodolu, kde se prý ty zjevy staly. Zbožné jinak duše neuvážily, že církevní biskupský úřad putování toho ještě neschválil. Takové schválení dává však biskup jen tenkráte, když se vše přísně a svědomitě vyšetřilo, když znalci jako např.: lékaři, právníci a očití svědkové pod přísahou vzati se tak vyjádřili, že není možno pochybovati, že se tu stalo něco, čeho žádná síla přírodní provésti nemůže, čili že tu působil přímo sám všemohoucí Bůh. O domnělých zjevech v Suchodole nebylo posud žádné takové přísné vyšetřování konáno. A proto nelze schváliti počínání těch, kteří netáží se úřadů církevních, co o té věci smýšlí, do Suchodola nejen na přesvědčenou pouze, ale hned na pouti se vydali. Tím více politování hodnou jest, že se na místě domnělých zjevů bez dovolení úřadů církevních postavila socha Rodičky Boží a křížová cesta. | “ |
| — Eduard Brynych | |   |

### Část z pastýřského listu z 10. července 1894
| „                | Již na podzim roku minulého poslal jsem vám, předrazí, pastýřský list, v němž jsem Vás upozornil, že se v Suchodole u Police dějí věci, které našemu náboženství a úctě Rodičky Boží vlastně škodí. Tenkráte napsal jsem vám, že z toho, co se o suchodolských zjeveních Rodičky Boží vypravuje a tiskne, pranic dokázáno není, naopak, že se celá ta věc ukazuje jako nepravdivá a klamná. Řekl jsem vám, že dám vše vyšetřiti, bude-li toho zapotřebí, a že vám pak oznámím, co se při tom vyšetřování shledalo. Dnes vám, nejmilejší hlásím, že jsem ty domnělé zjevy v Suchodole vyšetřiti dal, a že se po pilném, svědomitém a namáhavém vyšetření shledalo, že ta domnělá suchodolská zjevení ani od Pána Boha, ani od Rodičky Boží nepochází. | “ |
| — Eduard Brynych | |   |

## Vražedkyně Kristina Ringlová
Lesk místa ale posléze silně poškodila tragédie. Kristina Ringlová byla totiž obviněna z vraždy své kamarádky Anežky Špačkové z Olomouce, během jejich cesty do Rakouska. Před soudem, který se konal ve dnech 2.–4. července 1903 v Olomouci, prohlašovala, že je nevinná, a nespolupracovala. Pistole, kterou si dívky předtím koupily, se nenašla. Pro odsouzení nebyly žádné přímé důkazy. Nakonec byla odsouzena k trestu smrti oběšením. Později (po několika odvoláních) byl trest zmírněn na 15 let žaláře. Po propuštění v roce 1916 se až do roku 1955, kdy odešla do domova důchodců (do Hořic v Podkrkonoší), starala o dřevěnou kapličku, která byla bez církevního schválení postavena v roce 1897 na místě zjevení v Suchém dole, v lese poblíž Čertovy skály. Psala dokonce po válce na památkový úřad žádost o rekonstrukci či stavbu kaple nové, což prý bylo přislíbeno, když II. světová válka „dobře dopadne“. Oficiálně byla posvěcena až 8. září 1990 katolickým knězem Jiřím Prokůpkem. V roce 2010 však vyhořela. 
Na novou bylo vybráno ve veřejné sbírce. Posléze byla rekonstruována a v roce 2012 ji posvětil kardinál Dominik Duka. Socha Panny Marie na hlavním oltáři kaple má podobu blízkou Kristině. Kristina Ringlová zemřela dne 27. října 1957 (23. října 1957 píše v Hořicích závěť), prý na den výročí dvacátého třetího zjevení. Pochována je na Novém (městském) hřbitově v Hořicích na sv. Gothardu. O její hrob pečují zaměstnanci hořického Domácího hospice Duha, který sídlí v původně infekčním pavilonu hořické nemocnice, ve kterém Ringlová zemřela.